# Хуан Карлос Собреро
Хуан Карлос Собреро (ісп. Juan Carlos Sobrero) — аргентинський футболіст, що грав на позиції захисника за «Ньюеллс Олд Бойз» та «Расінг» (Авельянеда), а також національну збірну Аргентини. У складі останньої — дворазовий переможець чемпіонату Південної Америки.

## Клубна кар'єра
У дорослому футболі дебютував 1939 року виступами за команду «Ньюеллс Олд Бойз», в якій провів десять сезонів. 
Протягом 1949 року захищав кольори клубу «Расінг» (Авельянеда), здобув у складі цієї команди свій єдиний трофей на клубному рівні, ставши чемпіоном Аргентини.
Сезон 1950 року, який став останнім у його ігровій кар'єрі, знову провів у лавах «Ньюеллс Олд Бойз».

## Виступи за збірну
1943 року дебютував в офіційних матчах у складі національної збірної Аргентини. 
1946 року був учасником домашнього для аргентинців тогорічного чемпіонату Південної Америки, на якому вони вибороли свій восьмий титул найсильнішої збірної континенту. Наступного року здобув свій другий титул чемпіона Південної Америки на континентальній першості 1947 в Еквадорі.
Загалом протягом кар'єри у національній команді, яка тривала п'ять років, провів у її формі 16 матчів.

## Титули і досягнення
- Переможець чемпіонату Південної Америки (2):

Аргентина: 1946, 1947
- Чемпіон Аргентини (1):

«Расінг» (Авельянеда): 1949